# Liešťany
Liešťany (em húngaro: Lestyén) é um município da Eslováquia, situado no distrito de Prievidza, na região de Trenčín. Tem 16,41 km² de área e sua população em 2018 foi estimada em 1.221 habitantes.

## Demografia
| Ano:        | 1994 | 2004   | 2014   | 2024   |
| ----------- | ---- | ------ | ------ | ------ |
| Broj ljudi: | 1167 | 1248   | 1238   | 1169   |
| Razlika:    |      | +6,94% | -0,80% | -5,57% |

| Ano:               | 2023 | 2024   |
| ------------------ | ---- | ------ |
| Número de pessoas: | 1167 | 1169   |
| Diferença:         |      | +0,17% |